# Antigonos II Gonatas
Antigonos II Gonatas (tiếng Hy Lạp: Αντίγονος B΄ Γονατᾶς, 319 – 239 TCN) là vị quốc vương đã thiết lập triều đại Antigonos ở Macedonia. Ông là một vị vua đầy quyền uy và nổi tiếng vì đã đánh bại cuộc xâm lược vùng Balkan của những người Gaul man rợ.

## Lai lịch
Antigonos Gonatas được sinh ra vào khoảng năm 319 TCN, có lẽ là ở vùng Gonnoi thuộc Thessaly. Biệt danh Gonatas của ông bắt nguồn từ tên tấm sắt bảo vệ đầu gối (âm cổ Hy Lạp: gonu-gonatos, tiếng Hy Lạp hiện đại: epigonatida, tiếng Anh: kneecap).
Cha của Antigonos là Demetrius Poliorcetes - con trai của Antigonos, người kiểm soát rất nhiều đất đai châu Á thời Alexandros Đại đế. Mẹ ông là Phila con gái của Antipater. Antipater chính là người đã từng kiểm soát Macedonia và Hy Lạp, và được công nhận là nhiếp chính của đế chế Macedonia. Tuy nhiên, chỉ vài năm sau khi Antipater qua đời, đã xảy ra sự phân chia cai trị các vùng đất bởi các thế lực Diadochi (các thống tướng của Alexandros, đã phân chia đế chế Alexandros sau khi ông mất năm 323 
TCN)

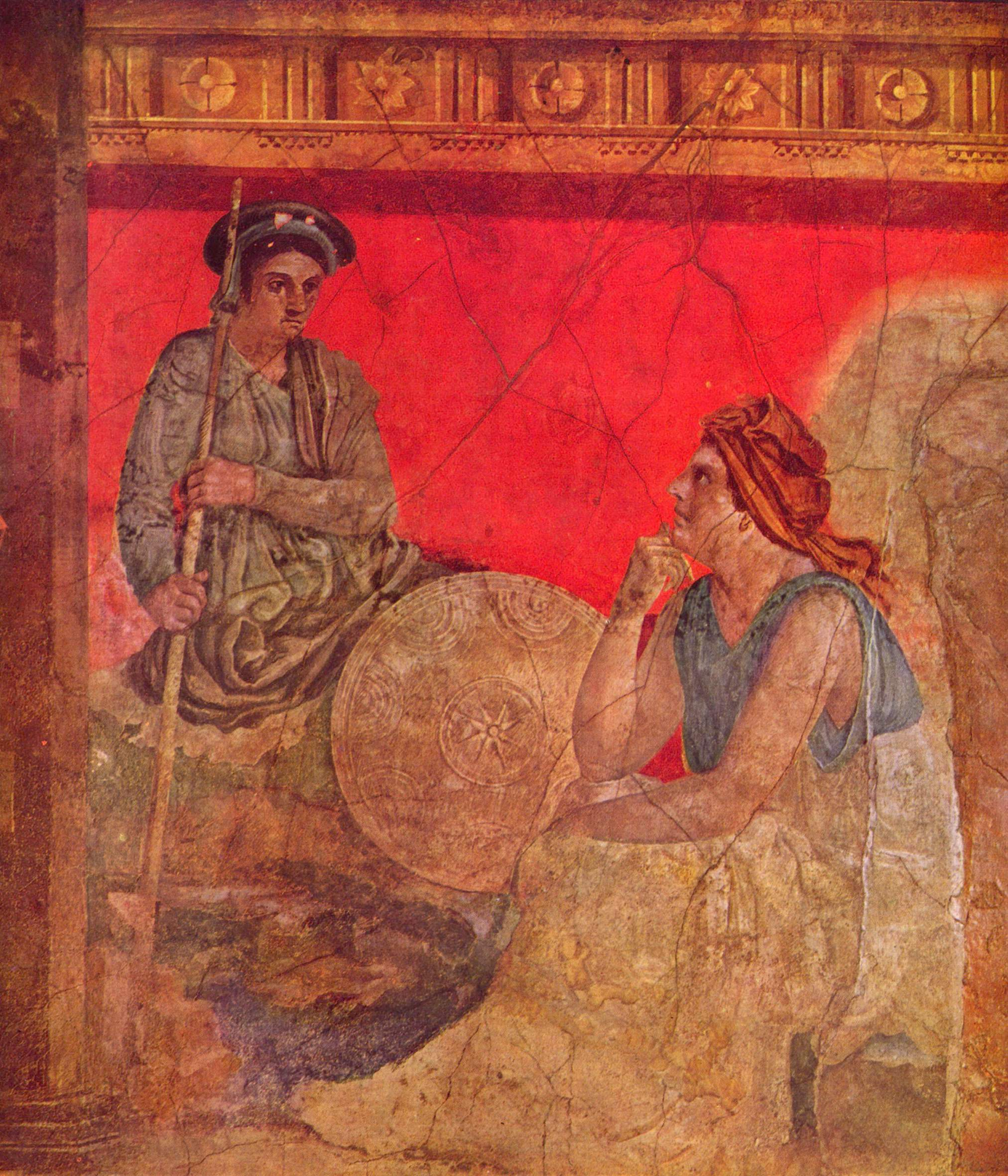
1 góc tranh tường bích họa từ Villa Fannius rất có thể là mô tả Antigonos II Gonatas và mẹ của ông là Fila. Hiện tranh đang được lưu giữ tại Bảo tàng Khảo cổ học Napoli.

Do sự nghiệp của cha và ông của Antigonos đã tạo điều kiện lớn cho tương lai của ông sau này. Sau khi tới gần nhất, bất cứ ai trong việc hợp nhất đế chế của Alexandros, Antigonos Monophthalmus lại bị đánh bại và bị giết chết tại trận Ipsus. Các phần lãnh thổ của ông đã bị phân chia cho các kẻ thù là Cassander, Ptolemaios, Lysimachos, và Seleukos.

## Thống tướng thời Demetrios
Lúc Antigonos 18 tuổi, cha ông là Demetrios đã thoát chết trong trận đánh tranh giành địa vị và chỉ còn trong tay 9.000 binh sĩ. Sự ngờ vực giữa những kẻ chiến thắng với nhau cho phép Demetrios xây dựng lại một phần sức mạnh của cha mình là Antipater. Ông ta đã chinh phục Athena và rất nhiều vùng lãnh thổ Hy Lạp. Năm 294 TCN, ông ta đã đoạt được ngai vàng Macedonia từ Alexandros, con trai của Kassandros.
Do Antigonos Gonatas là cháu trai của Antipater và là cháu của Kassandros, thông qua người mẹ của ông, sự có mặt của ông đã giảng hòa với các vị cựu vương và giúp cho sự cai trị của cha ông.
Vào năm 292 TCN, trong khi Demetrios đang tiến hành chiến dịch ở Boeotia, ông nhận được tin Lysimachus, vua của Thrace và là kẻ thù của cha ông, đang bị bắt làm tù binh bởi Dromichaetes, một người man tộc. Hy vọng thu hồi được Thrace và vùng Tiểu Á của Lysimachos, Demetrios đã ủy nhiệm quyền chỉ huy quân đội tại Boeotia cho Antigonos và lập tức hành quân về phía Bắc. Trong khi ông đi, người Boeotia nổi dậy nhưng đã bị đánh bại bởi Antigonos, và sau đó ông đã cho đóng đinh họ ở Thebes.
Sau thất bại trong cuộc xâm lược Thrace, Demetrios quay trở lại cùng với con trai tại cuộc vây hãm Thebes. Người Thebes đã bảo vệ thành phố của mình một các ngoan cường, Demetrios đã ép buộc quân đội của mình tấn công với tổn thất lớn mặc dù có ít cơ hội để chiếm được nó. Nhiều nguồn cho rằng, do lo âu với những tổn thất nặng nề của cha, Antigonos hỏi cha: 
Thưa cha, tại sao chúng ta  cho phép những cuộc sống được ném đi  một cách lãng phí như vậy?
Demetrios đã trả lời, thể hiện quan điểm về cuộc đời người lính với câu: 
Chúng ta không phải tìm lương thực cho cái chết.
Vào năm 291 TCN, cuối cùng Demetrios đã chiếm được thành phố sau khi sử dụng các dụng cụ vây hãm để phá vỡ các bức tường của thành phố. Nhưng việc kiểm soát Macedonia và phần lớn Hy Lạp chỉ là bước chuẩn bị cho những cuộc chinh phục xa hơn. Ông ta có mục tiêu là khôi phục lại đế chế của Alexandros và bắt đầu vào việc chuẩn bị một kế hoạch lớn, tiến hành xây dựng 500 tàu chiến trong đó có nhiều con tàu rất lớn.
Việc chuẩn bị như vậy đã tự nhiên đánh động cho các vị vua khác, Seleukos, Ptolemaios, Lysimachus và Pyrrhus, những người ngay lập tức thành lập một liên minh với nhau để phản ứng lại với Demetrius. Vào mùa xuân năm 288 TCN, hạm đội của Ptolemaios có mặt ở Hy Lạp, kéo theo các thành bang nổi loạn. Lysimachos tấn công Macedonia từ phía đông trong khi Pyrros làm như vậy từ phía Tây. Demetrios đã để Antigonos ở lại kiểm soát Hy Lạp còn ông thì tới Macedonia để xem xét tình hình.
Lúc này người Macedonia đã phải chịu đựng sự độc đoán và kiêu ngạo của Demetrios và không khó khăn trong việc chuẩn bị để gây ra một chiến dịch chống lại ông ta. Năm 287 TCN, Pyrros đã chiếm thành phố Macedonia của vùng Verroia và đội quân của Demetrios bị bỏ mặc đã gia nhập với kẻ thù, người đã lãnh đạo những người Macedonia với sự dũng mãnh của mình. Do việc này mà Pila, mẹ của Antigonos, đã tự sát bằng độc dược. Trong khi đó ở Hy Lạp, người Athen đã nổi loạn. Tiếp đó Demetrios trở lại và vây hãm thành phố nhưng ông ta nhanh chóng trở nên thiếu kiên nhẫn hơn và quyết định đi tìm điều thú vị hơn. Để Antigonos nắm quyền lãnh đạo chiến tranh ở Hy Lạp, ông ta tập hợp toàn bộ tàu chiến cùng với 11.000 bộ binh và toàn bộ kị binh lên tàu để tấn công Caria và Lydia, các địa phương của Lysimachos.
Bằng cách tách khỏi con trai và xuất phát vào châu Á, Demetrios có vẻ đã đưa cái rủi ro về với mình. Trong thực tế điều đó đã chuốc thêm sự sợ hãi và căm ghét của các vị vua khác. Ngay khi Demetrios bị đuổi khỏi Tiểu Á từ dãy Taurrus bởi quân đội của Lysimachos và Seleukos, Antigonos lại giành được thành công tại Hy Lạp. Hạm đội của Ptolemaios bị đuổi khỏi và Athena đầu hàng.

## Trong thời hỗn loạn
Vào năm 285 TCN, Demetrios dần dần suy yếu với chiến dịch không hiệu quả của mình và đã đầu hàng Seleukos. Tại thời điểm này ông đã viết cho con trai và các thống tướng của mình ở Athen và Corinth rằng từ nay về sau ông đã là một người chết và bỏ qua bất kì lá thư nào mà họ nhận được có dấu của ông. Trong khi đó, Macedonia đang bị chia sẻ giữa Pyrros và Lysimachos nhưng giống như hai con sói chia nhau những phần của miếng thịt. Họ sớm đánh nhau và Lysimachos đuổi Pyrros khỏi Macedonia và chiếm toàn bộ vương quốc.
Sau khi vua cha bị bắt, Antigonos đã chứng minh mình là người con hiếu thảo. Ông đã viết thư cho tất cả các vua, đặc biệt là Seleukos, rằng chấp nhận đổi toàn bộ các tỉnh mà mình kiểm soát và chấp nhận trở thành con tin thay thế cho vua cha nhưng không thành công. Vào năm 283 TCN, Demetrios qua đời trong tình trạng bị giam cầm ở Syria, hưởng thọ tuổi 55. Khi Antigonos nghe tin thi hài của vua cha đang được đưa đến chỗ ông, ông đã ra khơi với toàn bộ hạm đội của mình. Khi gặp tàu của Seleukos gần Cyclades, ông đã đưa thi hài đến Corinth và tổ chức tang lễ rất lớn. Sau này, thi hài được chuyển đến thị trấn Demetrias mà cha ông đã thành lập ở Thessaly.
Vào năm 282 TCN, Seleukos tuyên bố chiến tranh với Lysimachos và đánh bại và giết chết ông ta tại trận Corupedium ở Lydia vào năm tiếp theo. Ông ta sau đó vượt biển tới châu Âu để đoạt lấy Thrace và Macedonia. Tuy nhiên, Ptolemaios Keraunos, con trai Ptolemaios, đã cho ám sát ông và cướp lấy ngôi vua của Macedonia. Antigonos quyết định đây là thời gian để giành lại vương quốc nhưng khi ông hành quân về phía Bắc, Ptolemaios Keraunos đã đánh bại đội quân của ông.
Tuy nhiên, sự thành công của Ptolemaios lại quá ngắn. Trong mùa đông của năm 279 TCN, một đoàn người di cư rất lớn của người Gaul tiến vào Macedonia bắt đầu từ những cánh rừng phía Bắc, hủy diệt quân đội của Ptolemaios và giết chết ông ta trong một trận đánh. Hai năm sau đó là 2 năm hỗn loạn không có chính quyền trong toàn vương quốc. Sau khi cướp bóc Macedonia, người Gaul tiến hành xâm lược Hy Lạp. Antigonos đã giúp sức trong việc phòng thủ Hy Lạp chống lại những người man tộc nhưng những người Aetolia mới là những người lãnh đạo trong việc đánh bại người Gaul. Năm 278 TCN, một đội quân Hy Lạp với một số lượng lớn người Aetolia đã chống lại một cuộc tấn công của người Gaul tại Thermopylae và Delphi, gây ra tổn thất nặng nề và buộc họ phải rút lui.
Năm sau (277 TCN), Antigonos, khởi hành tới Hellespont, vùng đất gần Lysimachia, nơi nối với Thrace Chersonese. Khi một đội quân người Gaul dưới sự chỉ huy của Cerethrius xuất hiện, Antigonos tiến hành tập kích. Ông rời khỏi trại của mình và kéo tàu của mình lên cạn. Sau đó ông che giấu quân đội của mình. Người Gaul chiếm lấy trại và và khi họ tấn công những con tàu của ông. Quân đội của Antigonos đã xuất hiện, mai phục họ với biển ở phía đằng sau. Bằng cách này, Antigonos đã có thể gây ra một thất bại tan nát cho họ và lên tiếng đòi hỏi ngai vàng của Macedonia dành cho mình. Cũng vào thời gian này, với nhiều điều thuận lợi khác, con trai và cũng là người kế vị của ông, Demetrius II của Macedonia được sinh ra.

## Vua của Macedonia

### Antigonus chống lại Pyrros

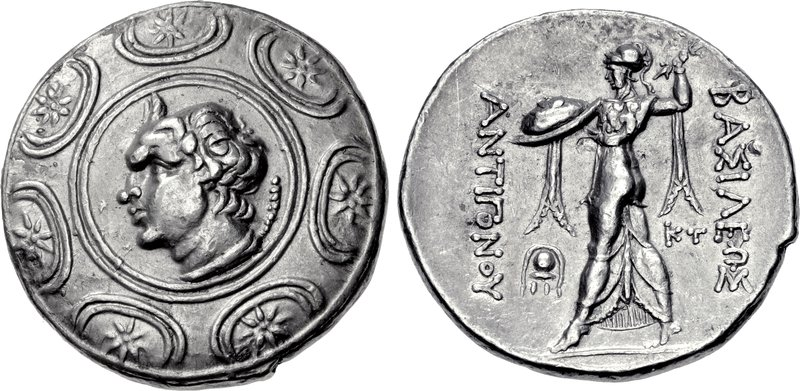
Đồng Tetradrachmon của Antigonos II Gonatas đúc khoảng những năm 274/1-260/55 TCN.

Pyrros, vua của xứ Ipiros, láng giềng phía tây của Macedonia, là một vị tướng lanh lợi tài giỏi, nổi tiếng vì sự dũng cảm của mình nhưng lại không biết nắm bắt được cơ hội, khiến nó trở nên vô ích, vì vậy Antigonos đã so sánh Pyrros như là một kẻ chuyên chơi súc sắc, người đã ném một cách xuất sắc, nhưng không biết làm thế nào để sử dụng chúng. Khi người Gaule đánh bại Ptolemaios Keraunos và ngôi vua xứ Macedonia bị bỏ trống, Pyrros đang tham gia các chiến dịch ở nước ngoài. Nhằm mục đích xâm lược Ý trước và sau đó là châu Phi, Pyrros đã tham gia vào cuộc chiến tranh chống lại La Mã và Carthage, hai nước mạnh nhất tại miền tây Địa Trung Hải. Sau đó, Pyrros đã mất sự ủng hộ của các thành phố Hy Lạp tại Ý và Sicilia bởi thái độ ngạo mạn của mình. Cần tiếp viện, Pyrros đã viết thư cho Antigonus như là một vị vua Hy Lạp đồng hương, yêu cầu ông cho quân đội và tiền bạc, nhưng Antigonus lịch sự từ chối. Năm 275 TCN, người La Mã đã chiến thắng Pyrrhus trong trận Beneventum quyết định. Pyrrhus đã thoát được khỏi các cuộc chiến tranh gần đây của ông ở Sicilia, và trước chiến thắng người La Mã, do đó ông quyết định kết thúc chiến dịch của ông ở Ý và trở lại Epirus.
Pyrros của rút lui từ Ý trở về, tuy nhiên, đó là một điều rất không may mắn cho Antigonos. Quay trở lại Epirus với một đội quân tám nghìn bộ binh và năm trăm con ngựa, ông cần tiền để trả cho họ. Điều này khuyến khích ông tìm kiếm một cuộc chiến khác, vì vậy năm tới, sau khi tuyển thêm một lực lượng lính đánh thuê người Gaul cho quân đội của mình, ông đã xâm lược Macedonia với ý định làm đầy kho bạc của mình với việc cướp bóc. Tuy nhiên chiến dịch đã tốt hơn so với dự kiến. Làm chủ của nhiều thị trấn và có thêm được hai nghìn kẻ đào ngũ gia nhập, hy vọng của ông bắt đầu lớn dần và ông đã tuy tìm Antigonus. Quân lính Macedonia của Antigonus rút lui, nhưng những lính đánh thuê Celt của ông, những người đã phụ trách những con voi của ông, đứng vững cho đến khi quân đội của Pyrros bao quanh họ, và rồi họ đầu hàng cùng với những con voi. Pyrros bây giờ đuổi theo phần còn lại của quân đội của Antigonos, khi mà mất tinh thần bởi thất bại trước đó, họ từ chối chiến đấu. Khi hai quân đội đối mặt nhau, Pyrros gọi cho các tướng lĩnh khác nhau và thuyết phục toàn lính bộ binh đào ngũ. Antigonos đã trốn thoát bằng cách che giấu danh tính của mình. Pyrrhus bây giờ nắm quyền kiểm soát thượng Macedonia và Thessaly trong khi Antigonos chiếm giữ các thị trấn ven biển.
Nhưng cũng giống như người chơi súc sắc lãng phí vận may của mình, Pyrros bây giờ lãng phí thắng lợi của ông. Khi chiếm được Aegae, thủ đô cổ của Macedonia, ông đã để một đơn vị đồn trú gồm rất nhiều người Gaul, những người đã xúc phạm người Macedonia bằng cách đào lên những ngôi mộ các vua của họ và vứt vung vãi các bộ xương khi họ tìm kiếm vàng. Ông cũng bỏ qua việc tiêu diệt kẻ thù của mình.
Trước khi chiến dịch này kết thúc, Pyrros đã bắt tay vào một cuộc phiêu lưu mới. Năm 272 trước Công nguyên, Cleonymos, một người Sparta, mời ông sang tấn công vùng Laconia. Thu thập một đội quân gồm 25 ngàn bộ binh, hai ngàn con ngựa, và 24 voi chiến, ông tiến vào Peloponnese và chiếm đóng Megalopolis ở Arcadia. Antigonos, sau khi đoạt lại một phần của Macedonia, tập hợp một lực lượng mà những gì ông có thể có và đi thuyền đến Hy Lạp để chống lại ông ta. Do một phần lớn quân đội Spartan do vua Areus đang ở đảo Crete vào thời điểm đó, Pyrros đã hy vọng rất lớn để chiếm thành phố một cách dễ dàng, nhưng các công dân tổ chức kháng chiến, cho phép một trong các chỉ huy của Antigonos, Aminias, người Phocia, vào thành phố với một lực lượng lính đánh thuê từ Corinth. Chẳng bao lâu sau, nhà vua Sparta, Areos, trở về từ đảo Crete với 2.000 chiến binh.
Thành phố quan trọng nhất vùng Peloponnese sau Sparta là Argos. Hai nhân vật đứng đầu thành phố, Aristippos và Aristeas, là đối thủ của nhau. Vì Aristippos là một đồng minh của Antigonos, Aristeas mời Pyrros đến với Argos để giúp ông ta nắm quyền lãnh đạo thành phố. Antigonos, nhận thức được rằng Pyrros đang tiến về Argos, liền hành quân cùng quân đội của mình, chiếm một vị trí vững mạnh trên một số vùng đất cao gần thành phố. Khi Pyrros biết được điều này, ông đóng trại ở Nauplia và ngày hôm sau gửi một bức thư tới chỗ Antigonos, gọi ông ta là một kẻ hèn nhát và khiêu khích ông xuống và chiến đấu trên đồng bằng. Antigonos trả lời rằng ông sẽ chọn thời điểm riêng của mình để chiến đấu và rằng nếu Pyrros đã mệt mỏi với cuộc sống, ông ta có thể tìm nhiều cách để chết.
Người Argos, lo ngại rằng lãnh thổ của họ sẽ trở thành một bãi chiến trường, gửi những đại sứ tới chỗ hai vị vua cầu xin họ đi nơi khác và cho phép thành phố của họ là trung lập. Cả hai vị vua đồng ý, nhưng Antigonos nhận được sự tin tưởng của người Argos bằng việc giao con trai mình làm con tin. Pyrros, vừa mới bị mất một con trai khi rút lui từ Sparta, đã không như vậy. Thật vậy, với sự giúp đỡ của Aristeas, ông đã âm mưu chiếm thành phố. Vào giữa đêm, ông tiến quân quân đội của mình qua các bức tường thành phố và tiến vào thông qua một cổng mà Aristeas đã mở ra. Lính Gaul của ông chiếm lấy khu chợ, nhưng ông đã gặp khó khăn khi đưa những con voi của ông vào thành phố qua cửa nhỏ. Điều này giúp cho người Argos có thời gian để tập hợp. Họ chiếm những cứ điểm mạnh và gửi sứ giả tới cầu xin Antigonos để được giúp đỡ.
Khi Antigonos nghe nói rằng Pyrros đã phá bỏ hiệp ước để tấn công thành phố, ông tiến vào thành phố và gửi một lực lượng mạnh vào bên trong để giúp đỡ người Argos. Cùng lúc vua Areus đến với một lực lượng gồm 1.000 lính Crete và Sparta tranh bị nhẹ. Những lực lượng này đã tấn công người Gaul ở khu chợ. Pyrros, nhận ra rằng quân Gaul của ông chịu sức ép mạnh, bây giờ tiến vào thành phố với quân đội nhiều hơn, nhưng trận chiến trên các đường phố hẹp này sớm dẫn đến sự nhầm lẫn và binh lính đã bị thất lạc và đi lang thang xung quanh. Hai lực lượng hiện tạm dừng và chờ đợi ánh sáng ban ngày. Khi mặt trời mọc, Pyrros đã thấy được lực lượng mạnh mẽ của phe đối lập và quyết định điều tốt nhất là rút lui. Sợ rằng các cửa sẽ là quá hẹp cho quân đội của mình để dễ dàng thoát ra khỏi thành phố, ông đã gửi một tin nhắn để con trai ông, Helenos, người ở bên ngoài với đội quân chính, yêu cầu ông ta để phá vỡ một phần của bức tường. Mệnh lệnh, tuy nhiên, không được người truyền tin truyền đạt rõ ràng. Hiểu sai những gì được yêu cầu, Helenos và phần còn lại gồm các con voi và một số binh sĩ được chọn tiến vào thành phố để giúp đỡ cha mình.
Với một số quân đội của mình đang cố gắng để ra khỏi thành phố và những người khác cố gắng để vào được bên trong, quân đội Pyrros bị rơi vào tình trạng hỗn loạn. Điều này đã trở nên tồi tệ hơn bởi những con voi.Con voi lớn nhất đã bị ngã ngay cổng và chặn đường, trong khi một con voi, có tên là Nicon, cố gắng để tìm thấy người quản tượng của nó. Con thú này quay lại dẫm đạp lên những người đào tẩu, đè nát lẫn cả chiến hữu và kẻ thù, cho đến khi nó tìm thấy người chủ đã chết, sau đó nó nâng ông ta lên, đặt ông ta vào ngà của nó, và trở nên điên cuồng. Trong sự hỗn loạn này Pyrros đã bị một gạch ném vào đầu bởi một người phụ nữ già và bị giết bởi Zopyros, một người lính của Antigonos. Điều này đã kết thúc binh nghiệp của người lính nổi tiếng nhất vào thời đại ông.
Lúc đó Hoàng tử Alcyoneos nghe tin rằng Pyrros đã bị giết chết, ông ta liền chạy đến cầm lấy thủ cấp của Pyrros mang về dâng lên vua cha Antigonos II. Thấy vua cha đang đàm đạo với quần thần, ông đặt thủ cấp trước chân của vua cha. Nhìn thấy, Quốc vương Antigonos II hiểu ý liền lấy Vương trượng đánh Alcyoneus, rầy la ông một tên súc sinh man rợ vô nhân đạo và tống cổ ông đi chỗ khác. Nhớ lại cảnh trận vong của tiên vương Antigonos I, cảnh tử tù của tiên vương Demetrios I năm xưa, Antigonos II lấy vạt áo lau nước mắt vì thấy Pyrros cũng đã phải chịu bi kịch tương tự. Sau đó, Antigonos II ra lệnh cho hỏa thiêu và an táng trọng thể đầu và thi hài của Pyrros. Toàn bộ Quân đội và trại lính của Pyrros bị Antigonos II bắt giữ và tiếp đãi nồng hậu. Khi gặp Hoàng tử đáng thương Helenos, Alcyoneos liền khoác cho ông ta một chiếc áo choàng không tay, sau đó chào mời tử tế và dẫn ông lên diện kiến vua Antigonos II. Antigonos II phán Alcyoneus:
| “              | Giờ đây Hoàng nhi làm tốt hơn trước nhiều, Trẫm vui lòng hơn hẳn. Mà này, sao Khanh lại khoác cho anh ta một chiếc áo choàng tầm thường thế, thật ô uế cho những kẻ thắng trận chính là chúng ta đây? | ” |
| — Antigonos II | |   |

Nói đoạn Antigonos II khen ngợi Helenos, hỏi thăm ông tận tình và đưa ông về Ipiros.
Đây không phải là kết thúc của các vấn đề Antigonus đối với Epirus: ngay sau khi Alexandros II, con trai của Pyrros và người kế vị ông ta là vua của Epirus, lặp lại cuộc phiêu lưu của cha mình bằng cách chinh phục Macedonia. Nhưng chỉ một vài năm sau, khi Alexandros không chỉ bị đuổi khỏi Macedonia bởi Demetrios, con trai Antigonos, ông cũng bị mất Epirus và buộc phải sống lưu vong ở Acarnania. Cuộc sống lưu vong của ông đã không kéo dài, vì người Macedonia cuối cùng phải từ bỏ Epirus do chịu áp lực từ các đồng minh của Alexandros, người Acarnania và người Aetolia. Alexandros dường như đã qua đời vào khoảng năm 242 TCN, để lại đất nước dưới quyền nhiếp của vợ ông,Olympias.

## Chiến tranh Chremonides
Với việc khôi phục lại các vùng lãnh thổ bị chiếm bởi Pyrros, và cùng với các đồng minh chịu mang ơn ở Sparta và Argos, và những đội quân đồn trú tại Corinth và thành phố khác, Antigonos đã đảm bảo sự kiểm soát Macedonia và Hy Lạp. Một cách cẩn thận hơn, ông đã bảo vệ quyền lực của mình bằng cách cho thấy rằng ông muốn tránh những thăng trầm của vận mệnh mà sự nghiệp của cha và ông nội của ông đã gặp phải. Nhận thức được rằng người Hy Lạp yêu tự do và quyền tự chủ, ông đã cẩn thận ban cho họ điều tương tự điều này càng nhiều vì nó không xung đột với quyền lực của ông. Ngoài ra, ông đã cố gắng để tránh bị chê bai là đem đến sự cai trị trực tiếp bằng cách kiểm soát những người Hy Lạp thông qua trung gian. Chính vì lý do này mà Polybius nói, "Chưa bao giờ có người đàn ông nào cai trị tuyệt đối ở Hy Lạp như Antigonos."
Các giai đoạn tiếp theo trong sự nghiệp của Antigonus thì không được ghi lại và những gì chúng ta biết đã được ghép lại với nhau từ một vài mảnh vỡ lịch sử: Antigonos dường như để có được mối quan hệ rất tốt với Antiochos, vị vua nhà Seleukos của châu Á, người đã dành tình yêu cho Stratonice, em gái của Antigonos, rất nổi tiếng. Một liên minh tự nhiên đe dọa quốc gia kế tục thứ ba, nhà Ptolemaios của Ai Cập. Tại Hy Lạp, Athen và Sparta, vốn bực bội với sự thống trị của Antigonos, bây giờ đoàn kết với nhau. Trong năm 267 TCN, có lẽ với sự khuyến khích từ Ai Cập, một người Athens với tên là Chremonides đã thuyết phục người Athens gia nhập cùng với người Sparta cùng tuyên bố chiến tranh với Antigonos (xem chiến tranh Chremonides).

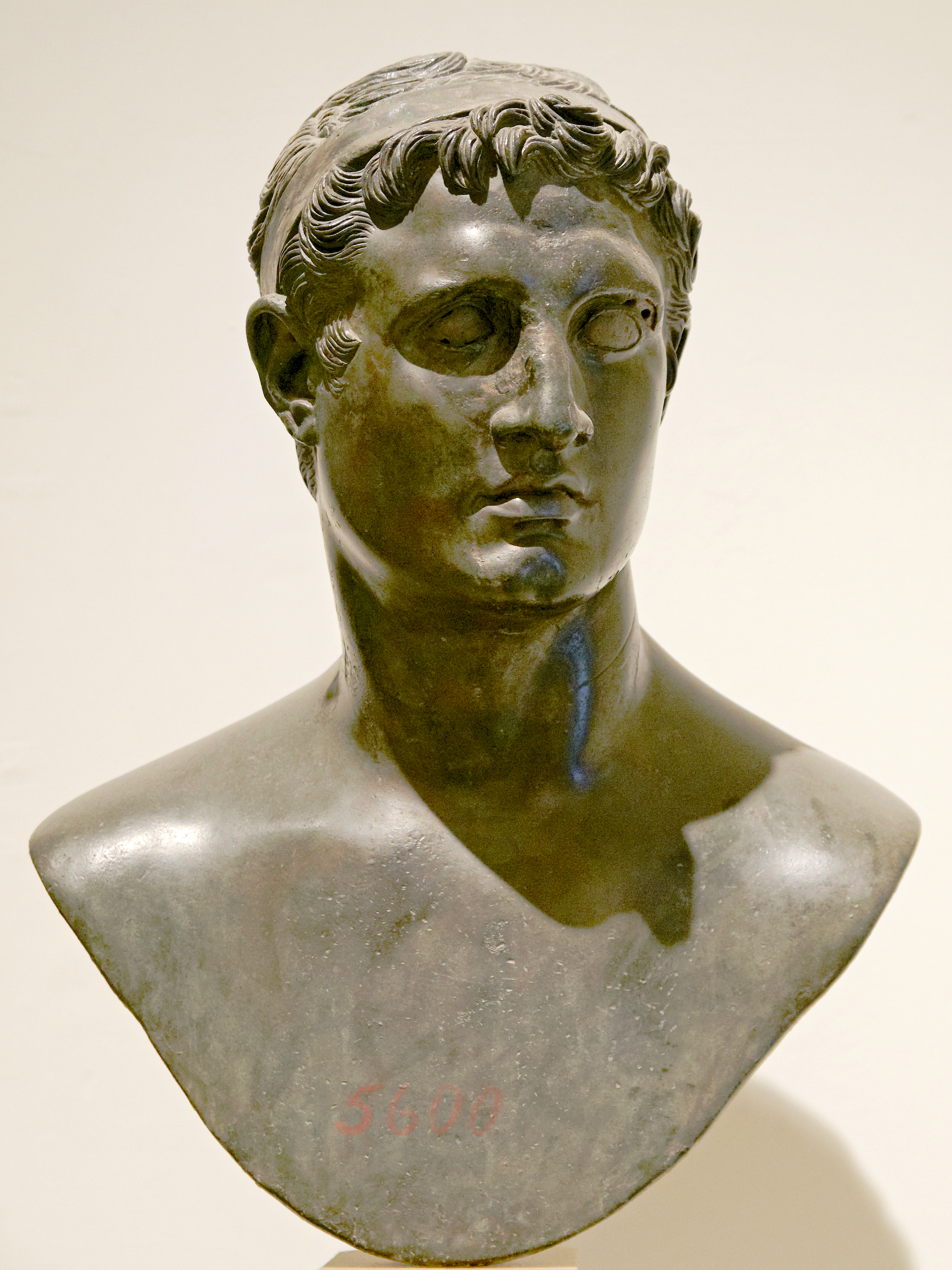
Ptolemaios II Philadelphos

Vị vua Macedonia phản ứng bằng cách tàn phá lãnh thổ của người Athen với một quân đội trong khi phong tỏa thành phố bằng đường biển. Trong chiến dịch này, ông cũng phá hủy khu rừng và đền thờ của Poseidon đứng tại lối vào Attica gần biên giới với Megara. Để hỗ trợ người Athen và ngăn chặn quyền lực của Antigonos phát triển mạnh hơn, Ptolemaios II Philadelphos, vị vua của Ai Cập, đã phái một đội tàu để phá vỡ sự phong tỏa. Đô đốc của quân Ai Cập, Patroclus, đã đổ bộ lên trên một hòn đảo nhỏ không có người ở gần Laurium và củng cố nó như là một căn cứ cho các hoạt động hải quân.
Đế quốc Seleukos đã ký kết một hiệp ước hòa bình với Ai Cập, nhưng con rể của Antiochos, Magas, vua của Cyrene, đã thuyết phục Antiochos tận dụng hoàn cảnh thuận lợi từ cuộc chiến tranh ở Hy Lạp để tấn công Ai Cập. Để chống lại điều này, Ptolemaios đã gửi thư cho bọn cướp biển và thảo khấu, sai họ đột kích và tấn công các vùng đất và các tỉnh của Antiochos, trong khi quân đội của ông đã tiến hành một chiến dịch phòng thủ, nhằm giữ chân quân đội Seleukos hùng mạnh hơn. Mặc dù thành công trong việc bảo vệ Ai Cập, Ptolemaios II đã không thể bảo vệ Athen khỏi tay Antigonos. Năm 263 trước Công nguyên, người Athens và Sparta, sau nhiều năm kiệt sức bởi chiến tranh và sự tàn phá các vùng đất của họ, đã lập lại hòa bình với Antigonos, do đó ông vẫn giữ lại được ảnh hưởng của ông ở Hy Lạp.
Ptolemaios II tiếp tục can thiệp vào công việc nội bộ của Hy Lạp và điều này đã dẫn đến cuộc chiến tranh vào năm 261 TCN. Sau hai năm mà có ít sự thay đổi, Antiochos II, vị vua mới nhà Seleukos, đã ký kết một thỏa thuận quân sự với Antigonos, và cuộc chiến tranh Syria lần thứ hai bắt đầu. Trong một cuộc tấn công phối hợp, Ai Cập bị mất những vùng đất ở Anatolia và Phoenicia, và thành phố Miletus, mà được giữ bởi đồng minh của họ, Timarchos, nó đã bị Antiochos II Theos chiếm đóng. Năm 255 trước Công nguyên, Ptolemaios đã phải ký kết hiệp ước hòa bình, nhượng các vùng đất cho nhà Seleukos và xác nhận Antigonos là bá chủ của Hy Lạp.

## Chống lại Aratos

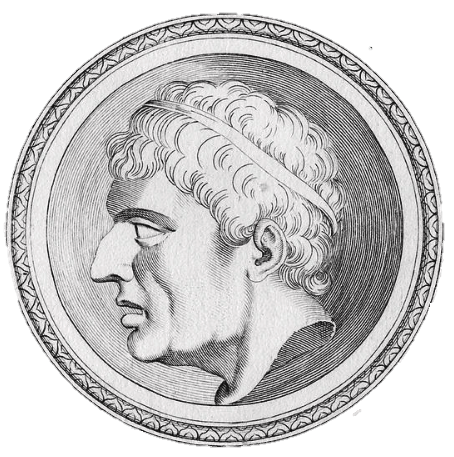
Aratos của Sicyon

Sau khi thành công trong việc đẩy lùi các mối đe dọa từ bên ngoài nhằm tranh giành sự kiểm soát Hy Lạp, mối de dọa chính cho quyền lực của Antigonus lại nằm trong tình yêu tự do của người Hy Lạp. Năm 251 trước Công nguyên, một nhà quý tộc trẻ tuổi ở thành phố Sicyon,Aratos, đã lật đổ bạo chúa Nicocles, người đã cai trị với sự mặc nhận của Antigonos, giải phóng người dân, và kêu gọi những người lưu vong trở về. Điều này dẫn đến sự hỗn loạn và chia rẽ bên trong thành phố. Sợ rằng Antigonos sẽ lợi dụng sự chia rẽ này để tấn công thành phố, Aratos đã thỉnh cầu thành phố tham gia vào liên minh Achaea, một liên minh của một vài thị trấn nhỏ của người Achaea ở Pelopennese.
Thích sử dụng mưu mẹo hơn là sức mạnh quân sự, Antigonos đã tìm cách giành lại quyền kiểm soát toàn bộ Sicyon thông qua việc lôi kéo người thanh niên trẻ tuổi đứng về phía ông. Theo đó, ông đã gửi cho ông ta một món quà là 25 talent, nhưng Aratos, thay vì bị mua chuộc bởi sự giàu có này, ngay lập tức ông ta ban tặng nó cho những người đồng bào của mình. Với số tiền này và một số tiền ông nhận được từ Ptolemaios II Philadelphos, ông đã có thể hòa giải các phe phái khác nhau ở Sicyon và đoàn kết toàn bộ thành phố.
Antigonos đã gặp rắc rối bởi sự gia tăng quyền lực và sự yêu mến của dân chúng dành cho Aratos. Nếu ông ta nhận được thêm nữa sự hỗ trợ quân sự và tài chính từ Ptolemaios, Aratos sẽ có thể đe dọa địa vị của ông. Do đó, ông quyết định hoặc lôi kéo được ông ta về phía mình hoặc ít nhất là làm mất uy tín của ông ta với Ptolemaios. Để làm điều này, ông đã tỏ ra rất kính trọng ông ta. Khi ông làm lễ hiến tế cho các vị thần tại Corinth, ông đã gửi một phần thịt lễ tới cho Aratos tại Sicyon, và khen ngợi Aratos trước mặt các vị khách của mình: 
"Ta đã từng nghĩ rằng người thanh niên Sicyon trẻ tuổi này chỉ là một người yêu tự do và đồng bào của mình, nhưng bây giờ ta nhìn nhận hắn ta là một người công minh trong cách cư xử và hành động giống như các vị vua. Lúc trước đây hắn xem thường chúng ta, và còn tỏ ra tham vọng hơn nữa, ca tụng người Ai Cập, nghe được nhiều về những con voi, hạm đội và cung điện của bọn chúng. Nhưng sau khi nhìn thấy tất cả những ở khoảng cách gần hơn, và nhận thấy rằng bọn chúng chỉ giống như là đám đạo cụ sân khấu và hào nhoáng, hắn bây giờ đã ngả về phía của ta. Và về phần mình, ta sẵn sàng tiếp nhận hắn, và biến hắn thành một công cụ tuyệt vời cho bản thân ta bằng mọi giá, đáng để ngươi xem hắn sẽ giống như là một người bạn".

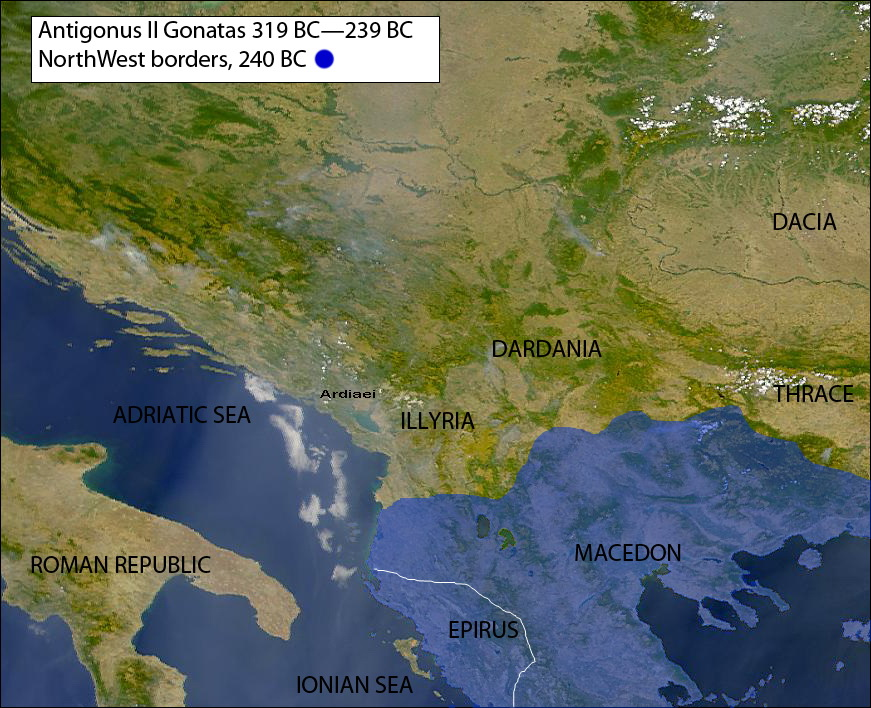
Khu vực biên giới phía Tây Bắc Vương quốc Macedonia khoảng năm 240 TCN.

Những lời này đã dễ dàng được nhiều người tin vào, và khi họ bẩm báo cho Ptolemaios, ông ta bán tin bán nghi họ. Nhưng mà Aratos còn lâu mới trở thành một người bạn của Antigonos, ông ta chỉ coi ông là một kẻ đàn áp tự do đối với thành phố của mình. Vào năm 243 TCN, bằng một cuộc tấn công ban đêm, ông ta đã chiếm giữ được Acrocorinth, pháo đài có vai trò chiến lược quan trọng mà giúp Antigonos kiểm soát eo đất và do đó cả bán đảo Pelopennese. Khi tin tức về thành công này lan tới Corinth, người Corith đã đứng lên khởi nghĩa, lật đổ phe thân Antigonos trong thành phố, và tham gia vào liên minh Achaea. Tiếp đó Aratos chiếm luôn cảng Lechaeum và thu giữ 25 con tàu của Antigonos.
Thất bại này của Antigonos đã gây ra một cuộc tổng khởi nghĩa chống lại quyền lực của Macedonia. Người Megara nổi dậy và cùng với người Troezen và Epidauros ghi danh vào liên minh Achaea. Với việc được tăng cường thêm sức mạnh, Aratos xâm chiếm lãnh thổ của người Athen và cướp phá Salamis. Và với bất cứ người Athen tự do nào mà ông ta bắt được, họ đều được trao trả lại cho người dân Athen mà không đòi tiền chuộc để khuyến khích họ tham gia vào cuộc khởi nghĩa. Tuy nhiên, người Macedonia vẫn giữ được ảnh hưởng của họ ở Athens và phần còn lại của Hy Lạp.

## Qua đời và đánh giá
Năm 239 TCN, Antigonos qua đời ở tuổi 80 và để lại vương quốc của mình cho con trai là Demetrios II, ông ta đã trị vì vương quốc trong 10 năm tiếp theo. Ngoại trừ một thời gian ngắn sau khi ông đánh bại người Gaul, Antigonos không phải là một người anh hùng hay một tướng lĩnh quân đội thành công. Kỹ năng của ông chủ yếu là chính trị. Ông luôn dựa vào sự khôn ngoan, kiên nhẫn, và kiên trì để đạt được mục tiêu của mình. Người ta cũng cho rằng ông là người được lòng dân nhờ vào sự trung thực của mình và sự trau dồi nghệ thuật, mà ông thực hiện bằng cách tập hợp quanh mình những người có tài năng thi ca xuất sắc, đặc biệt là các triết gia, nhà thơ và nhà sử học. Một ngôi mộ ở Vergina hiện nay được cho là của ông.